# Acrochaetium
Acrochaetium, veliki rod crvenih algi iz porodice Acrochaetiaceae. Postoje 164 priznate vrste

## Vrste
1. Acrochaetium actinocladum I.A.Abbott
2. Acrochaetium affine M.Howe & Hoyt
3. Acrochaetium agardhiellae A.B.Joly & Cordeiro
4. Acrochaetium alariae (Jónsson) Bornet
5. Acrochaetium amahatanum S.Kumano
6. Acrochaetium angustum (K.M.Drew) Papenfuss
7. Acrochaetium antillarum W.R.Taylor
8. Acrochaetium arcuatum (K.M.Drew) C.K.Tseng
9. Acrochaetium armoricanum Feldmann
10. Acrochaetium arnoldii Weber-van Bosse
11. Acrochaetium attenuatum (Rosenvinge) Hamel
12. Acrochaetium avrainvilleae Børgesen
13. Acrochaetium bahreinii Børgesen
14. Acrochaetium balliae (Stegenga) Stegenga, Bolton & R.J.Anderson
15. Acrochaetium balticum (Rosenvinge) Aleem & Schulz
16. Acrochaetium barbadense (Vickers) Børgesen
17. Acrochaetium battersianum Hamel
18. Acrochaetium bengalicum A.K.Islam & A.Aziz
19. Acrochaetium blomquistii Aziz
20. Acrochaetium boergesenii Schiffne
21. Acrochaetium brebneri (Batters) Hamel
22. Acrochaetium bulbosa Hamel
23. Acrochaetium byssaceum (Kützing) Nägeli
24. Acrochaetium caesareae Feldmann
25. Acrochaetium caespitiforme Børgesen
26. Acrochaetium canariense Børgesen
27. Acrochaetium candelabrum Børgesen
28. Acrochaetium catenulatum M.Howe
29. Acrochaetium chaetomorphae (Tanaka & Pham-Hoàng Hô) Heerebout
30. Acrochaetium champiae P.Anand
31. Acrochaetium chondriae Aziz
32. Acrochaetium clandestinum (Montagne) M.Howe
33. Acrochaetium colaconemoides Pham-Hoàng Hô
34. Acrochaetium collopodum (Rosenvinge) Hamel
35. Acrochaetium concavum (F.Schmitz & Heydrich) Setchell & Gardner
36. Acrochaetium crassipes (Børgesen) Børgesen
37. Acrochaetium curtum Baardseth
38. Acrochaetium cymopoliae Børgesen
39. Acrochaetium cytophagum (Rosenvinge) Hamel
40. Acrochaetium delisea Aziz
41. Acrochaetium discoideum Børgesen
42. Acrochaetium distichosporum E.Y.Dawson, Acleto & Foldvik
43. Acrochaetium dotyi I.A.Abbott
44. Acrochaetium doumerquei Hamel & Hamel-Joukov
45. Acrochaetium drewiae Baardseth
46. Acrochaetium duboscqii Feldmann
47. Acrochaetium dumontiae (Rosenvinge) Hamel
48. Acrochaetium dwarkense Børgesen
49. Acrochaetium eastwoodiae (Setchell & N.L.Gardner) Papenfuss
50. Acrochaetium effusum Levring
51. Acrochaetium endozoicum (Darbishire) Batters
52. Acrochaetium entophyticum Batters
53. Acrochaetium epispiculum A.B.Joly & Cordeiro
54. Acrochaetium epizooicum A.A.Aleem
55. Acrochaetium erectum Børgesen
56. Acrochaetium ernothrix Børgesen
57. Acrochaetium extensum Ercegovic
58. Acrochaetium fernandezianum (Levring) Papenfuss
59. Acrochaetium flexuosum Vickers
60. Acrochaetium fuegiense Kylin
61. Acrochaetium galaxaurae Aziz
62. Acrochaetium globosum Børgesen
63. Acrochaetium grande (Levring) Papenfuss
64. Acrochaetium grateloupiae E.Y.Dawson
65. Acrochaetium hamelii Feldmann
66. Acrochaetium hancockii (E.Y.Dawson) Papenfuss
67. Acrochaetium hlulekaense Stegenga
68. Acrochaetium homorhizum Børgesen
69. Acrochaetium hormorhizum Børgesen
70. Acrochaetium howei (Yamada) Papenfuss
71. Acrochaetium hoytii Collins
72. Acrochaetium humile (Rosenvinge) Børgesen
73. Acrochaetium hummii Aziz
74. Acrochaetium imitator I.A.Abbott
75. Acrochaetium immersum (Rosenvinge) Hamel
76. Acrochaetium inclusum (Levring) Papenfuss
77. Acrochaetium incrassatum Ercegovic
78. Acrochaetium inkyui Y.-P.Lee
79. Acrochaetium interpositum (Heydrich) Børgesen
80. Acrochaetium irregulare (Reinsch) comb. ined.
81. Acrochaetium islamii Aziz
82. Acrochaetium iyengarii Børgesen
83. Acrochaetium jamaicense V.J.Chapman
84. Acrochaetium japonicum Papenfuss
85. Acrochaetium krusadii Børgesen
86. Acrochaetium kuckuckianum Hamel
87. Acrochaetium kurilense (Nagai) Papenfuss
88. Acrochaetium kurogii (Y.P.Lee & Lindstrom) Y.P.Lee & I.K.Lee
89. Acrochaetium kylinii Hamel
90. Acrochaetium kylinioides Feldmann
91. Acrochaetium lauterbachii (F.Schmitz & Heydrich) Hamel
92. Acrochaetium laxum I.A.Abbott
93. Acrochaetium leptonemoides Levring
94. Acrochaetium levringii Papenfuss
95. Acrochaetium liagorae Børgesen
96. Acrochaetium liagoraefilum Børgesen
97. Acrochaetium liagoroides Børgesen
98. Acrochaetium lorrain-smithiae (Lyle) L.Newton
99. Acrochaetium luxurians (J.Agardh ex Kützing) Nägeli
100. Acrochaetium macropoda P.J.L.Dangeard
101. Acrochaetium macropus Kylin
102. Acrochaetium macula (Rosenvinge) Hamel
103. Acrochaetium madinae Hamel & Hamel-Joukov
104. Acrochaetium mahumetanum Hamel
105. Acrochaetium manorense P.Anand
106. Acrochaetium mauritianum Børgesen
107. Acrochaetium mediterraneum (Levring) Athanasiadis
108. Acrochaetium microfilum C.-C.Jao
109. Acrochaetium microscopicum (Nägeli ex Kützing) Nägeli
110. Acrochaetium minutum (Suhr) Hamel
111. Acrochaetium molinieri Coppejans & Boudouresque
112. Acrochaetium molle (Pilger) Hamel
113. Acrochaetium moniliforme (Rosenvinge) Børgesen
114. Acrochaetium multisporum Børgesen
115. Acrochaetium netrocarpum Børgesen
116. Acrochaetium nitidulum I.A.Abbott
117. Acrochaetium nitophyllii (Levring) Papenfuss
118. Acrochaetium nurulislamii A.Aziz & S.Islam
119. Acrochaetium opetigenum Børgesen
120. Acrochaetium pacificum Kylin
121. Acrochaetium pallens (Zanardini) Nägeli
122. Acrochaetium papenfussii I.A.Abbott
123. Acrochaetium parvulum (Kylin) Hoyt
124. Acrochaetium phacelorhizum Børgesen
125. Acrochaetium phuquocensis Pham-Hoàng Hô
126. Acrochaetium plumosum (K.M.Drew) G.M.Smith
127. Acrochaetium polysporum M.Howe
128. Acrochaetium pseudoerectum Pham-Hoàng Hô
129. Acrochaetium pulchellum Børgesen
130. Acrochaetium pulvinatum Levring
131. Acrochaetium radians Hamel
132. Acrochaetium ralfsiae Børgesen
133. Acrochaetium reductum (Rosenvinge) Hamel
134. Acrochaetium reniforme Aziz
135. Acrochaetium repens Børgesen
136. Acrochaetium rongelapense I.A.Abbott
137. Acrochaetium roseolum (Crouan) Nägeli
138. Acrochaetium ryukyuense (Nakamura) Papenfuss
139. Acrochaetium sagraeanum (Montagne) Bornet
140. Acrochaetium sanctae-mariae (Darbishire) Hamel
141. Acrochaetium sancti-thomae Børgesen
142. Acrochaetium sargassicaulinum Noda
143. Acrochaetium secundatum (Lyngbye) Nägeli - tipična
144. Acrochaetium seiriolanum (Harvey-Gibson) Hamel
145. Acrochaetium seriasporum (E.Y.Dawson) J.N.Norris
146. Acrochaetium sertulariae Jaasund
147. Acrochaetium sessile (Nakamura) Y.-P.Lee
148. Acrochaetium sparsum (Harvey) Nägeli
149. Acrochaetium spathoglossi Børgesen
150. Acrochaetium spermatochni J.Feldmann
151. Acrochaetium spongicola Weber-van Bosse
152. Acrochaetium stilophorae (Levring) Kylin
153. Acrochaetium stypopodiae Aziz
154. Acrochaetium subpinnatum Bornet ex Hamel
155. Acrochaetium subseriatum Børgesen
156. Acrochaetium subsimplex Levring
157. Acrochaetium tenuissimum (Collins) Papenfuss
158. Acrochaetium terminale (Nakamura) Y.-P.Lee
159. Acrochaetium trichogloeae Børgesen
160. Acrochaetium trifilum (Buffham) Batters
161. Acrochaetium tuticorinense Børgesen
162. Acrochaetium unifilum C.-C.Jao
163. Acrochaetium unipes Børgesen
164. Acrochaetium vinculoides (Heydrich) Okamura